# Список дипломатических миссий Сахарской Арабской Демократической Республики
Дипломатические представительства САДР раскинулись широко по многим признавшим независимость САДР государствам, многие представительства САДР открыты в государствах, не признающих её независимость. Кроме того, в некоторых государствах, отказавшихся от признания САДР, «заморозивших» или разорвавших с ней отношения ранее находились посольства САДР.

## Азия
- Тимор-Лешти
  - Дили (Посольство)[1]
- Сирия
  - Дамаск (Генеральная делегация)[2][3]

## Африка
- Алжир
  - Алжир (Посольство)[2][3]
- Ангола
  - Луанда (Посольство)[2][3]
- Гана
  - Аккра (Посольство)[4][5][6]
- Зимбабве
  - Хараре  (Посольство)[7]
- Лесото
  - Эль-Кувейт (Кувейт) (Посольство-не резидент)[8]
- Либерия
  - Аккра (Гана) (Посольство-не резидент)[9]
- Кения
  - Найроби (Посольство) [10][11][12][13]
- Ливия
  - Триполи (Генеральная делегация)[2][3]
- Маврикий
  - Дар-эс-Салам (Танзания)  (Посольство-не резидент)[14]
- Мозамбик
  - Мапуту (Посольство)[15]
- Намибия
  - Луанда (Ангола)  (Посольство-не резидент)[16]
- Нигерия
  - Абуджа (Посольство)[17]
- Руанда
  - Кампала (Уганда)  (Посольство-не резидент)[18]
- Танзания
  - Дар-эс-Салам (Посольство)[19][20][21]
- Уганда
  - Кампала (Посольство)[22]
- Эфиопия
  - Аддис-Абеба (Посольство)[23][24]
- Южно-Африканская Республика
  - Претория (Посольство)[25]
- Южный Судан
  - Аддис-Абеба (Эфиопия)  (Посольство-не резидент)[26]

## Северная Америка
- Белиз
  - Манагуа (Никарагуа)  (Посольство-не резидент)[27]
- Куба
  - Гавана (Посольство)[28]
- Мексика
  - Мехико (Посольство)[29]
- Никарагуа
  - Манагуа (Посольство)[30]
- Панама
  - Панама (Посольство)[31][32]
- Сальвадор
  - Панама (Панама) (Посольство-нерезидент)[33]

## Южная Америка
- Боливия
  - Каракас (Венесуэла) (Посольство-нерезидент)[34][35]
- Венесуэла
  - Каракас (Посольство)[36]
- Гайана
  - Джорджтаун (Посольство открывается)[37]
- Перу
  - Лима (Посольство)
- Уругвай
  - Монтевидео (Посольство)[38] Посольство САДР в Монтевидео
- Эквадор
  - Кито (Посольство)[39][40]

## Международные организации
- - Аддис-Абеба (Постоянная миссия в АфроСоюзе)[24][41]
  - Брюссель (Офис САДР в ЕС)[2][3]
  - Женева (Офис САДР в ООН)[42]
  - Нью-Йорк (Офис САДР в ООН)[42]

## Бывшие посольства
Азия
- Индия
  - Нью-Дели (Посольство)[43]
- Камбоджа
  - Нью-Дели (Индия) (Посольство-нерезидент)

Африка
- Гвинея-Бисау
  - Бисау (Посольство)[44]
- Замбия
  - Лусака (Посольство))[45]
- Мадагаскар
  - Антананариву (Посольство)[43]
- Сейшельские Острова
  - Антананариву (Мадагаскар)[46], потом Алжир (Алжир)[47] (Посольство-нерезидент)

Северная Америка
- Гаити
  - Порт-о-Пренс (Посольство)[2][3]
- Коста-Рика
  - Панама (Панама) (Посольство-нерезидент)[48]

Южная. Америка
- Парагвай
  - Монтевидео (Уругвай) (Посольство-не резидент)[49]